# Sorbus eximia
Sorbus eximia är en rosväxtart som beskrevs av M. Kovanda. Sorbus eximia ingår i släktet oxlar, och familjen rosväxter. Inga underarter finns listade i Catalogue of Life.